# Il combattimento di Tancredi e Clorinda
Il Combattimento di Tancredi e Clorinda (O Combate entre Tancredo e Clorinda) é uma obra cênica e musical de Claudio Monteverdi.
Il Combattimento di Tancredi e Clorinda fica entre a ópera e a cantata, sendo em parte recitada e em parte encenada e cantada. Foi composta em 1624 e apareceu publicada junto com o seu oitavo livro de madrigais, sobre um texto extraído da Gerusalemme liberata de Torquato Tasso, narrando o trágico confronto de dois amantes, o cristão Tancredo e a sarracena Clorinda, que, vestidos de armaduras, não se reconhecem e lutam até a morte de Clorinda, quando então suas identidades se revelam e Tancredo, transtornado, lhe dá o batismo in extremis, obtendo o perdão da amada. Esta peça é importante porque nela Monteverdi inaugurou o gênero da cantata profana e introduziu o stile concitato na orquestra, perfeitamente adequado para o retrato de uma cena de batalha, junto com outros recursos técnicos como o pizzicato e instruções de performance como morendo, morrendo, descrescendo o volume e tornando mais lento. Na sua primeira e única apresentação, os espectadores ficaram tão transtornados que não houve um só aplauso.
- Trecho de Il Combattimento di Tancredi e Clorinda